# Gary Medel
Gary Alexis Medel Soto (født 3. august 1987 i Santiago, Chile) er en chilensk fodboldspiller (defensiv midtbane / midterforsvarer). Han spiller i Argentinien  hos Boca Juniors. 
Medel startede sin karriere i hjemlandet, inden han i 2009 rejste til Argentina for at spille for Boca Juniors. Efter to år i Spanien hos Sevilla FC blev han i 2013 solgt til Cardiff City for otte millioner britiske pund, hvilket gjorde ham til klubbens på daværende tidspunkt dyreste indkøb nogensinde. Cardiff rykkede dog året efter ud af Premier League, og Medel blev herefter solgt til italienske Inter.

## Landshold
Medel har (pr. marts 2018) spillet 108 kampe og scoret syv mål for Chiles landshold, som han debuterede for 18. april 2007 i et opgør mod Argentina. Han har siden da repræsenteret sit land ved både VM i 2010 og VM i 2014.